# Yevheniya Kazbekova
Yevheniya Kazbekova (en ucraniano: Євгенія Казбекова; Dnipropetrovsk, 15 de octubre de 1996) es una deportista ucraniana que compite en escalada. Ganó dos medallas de plata en el Campeonato Europeo de Escalada de 2024, en dificultad y la prueba combinada.

## Palmarés internacional
| Campeonato Europeo | Campeonato Europeo | Campeonato Europeo | Campeonato Europeo |
| Año                | Lugar              | Medalla            | Prueba             |
| ------------------ | ------------------ | ------------------ | ------------------ |
| 2024               | Villars (Suiza)    | Medalla de plata   | Dificultad         |
| 2024               | Villars (Suiza)    | Medalla de plata   | Combinada          |